# Charles Sweeney
Charles William Sweeney (27 de desembre de 1919 - 16 de juliol de 2004) va ser un oficial de les Forces Aèries de l'Exèrcit dels Estats Units durant la Segona Guerra Mundial i el pilot que va fer volar Bockscar portant la bomba atòmica Fat Man a la ciutat japonesa de Nagasaki el 9 d'agost de 1945. Separant-se del servei actiu al final de la Segona Guerra Mundial, més tard es va convertir en un oficial de la Guàrdia Nacional Aèria de Massachusetts quan les Forces Aèries de l'Exèrcit van passar a una Força Aèria dels Estats Units independent, i finalment va assolir el rang de major general.

## Carrera militar

### 509è grup compost
Sweeney es va convertir en instructor del projecte d'entrenament de missions atòmiques, Project Alberta, a l'aeròdrom de l'Exèrcit de Wendover, Utah. Seleccionat per formar part del 509è grup compost comandat pel coronel Paul Tibbets, va ser nomenat comandant del 320è esquadró de transport de tropes el 6 de gener de 1945. Inicialment, el seu esquadró va utilitzar transports C-47 Skytrain i C-46 Commando a la mà per conduir la part superior . operacions secretes per proveir el 509, però l'abril de 1945 va adquirir cinc C-54 Skymasters, que tenien l'abast per lliurar personal i material a l'àrea del Pacífic occidental.
El 4 de maig de 1945, Sweeney es va convertir en comandant del 393è esquadró de bombardeig pesat, l'element de combat del 509, a càrrec de 15 B-29 Silverplate i les seves tripulacions de vol i terra, 535 homes en total. Al juny i juliol Sweeney va traslladar la seva unitat a North Field a l'illa de Tinian a les Mariannes .
A més de supervisar l'entrenament intensiu de les seves tripulacions de vol durant el juliol de 1945, Sweeney estava programat per comandar la segona missió de la bomba atòmica. Es va entrenar amb la tripulació del capità (Charles D.) Don Albury a bord del seu B-29 The Great Artiste, i va ser comandant de l'avió en la missió d'entrenament de l'11 de juliol. Ell i la tripulació van volar cinc de les nou proves d'assaig de Little inert. Assamblees de bombes Boy i Fat Man en preparació per a les missions.
El 6 d'agost de 1945, Sweeney i Albury van pilotar The Great Artiste com a avió de suport d'instrumentació i observació per a l'atac de la bomba atòmica a Hiroshima.

### El bombardeig de Nagasaki

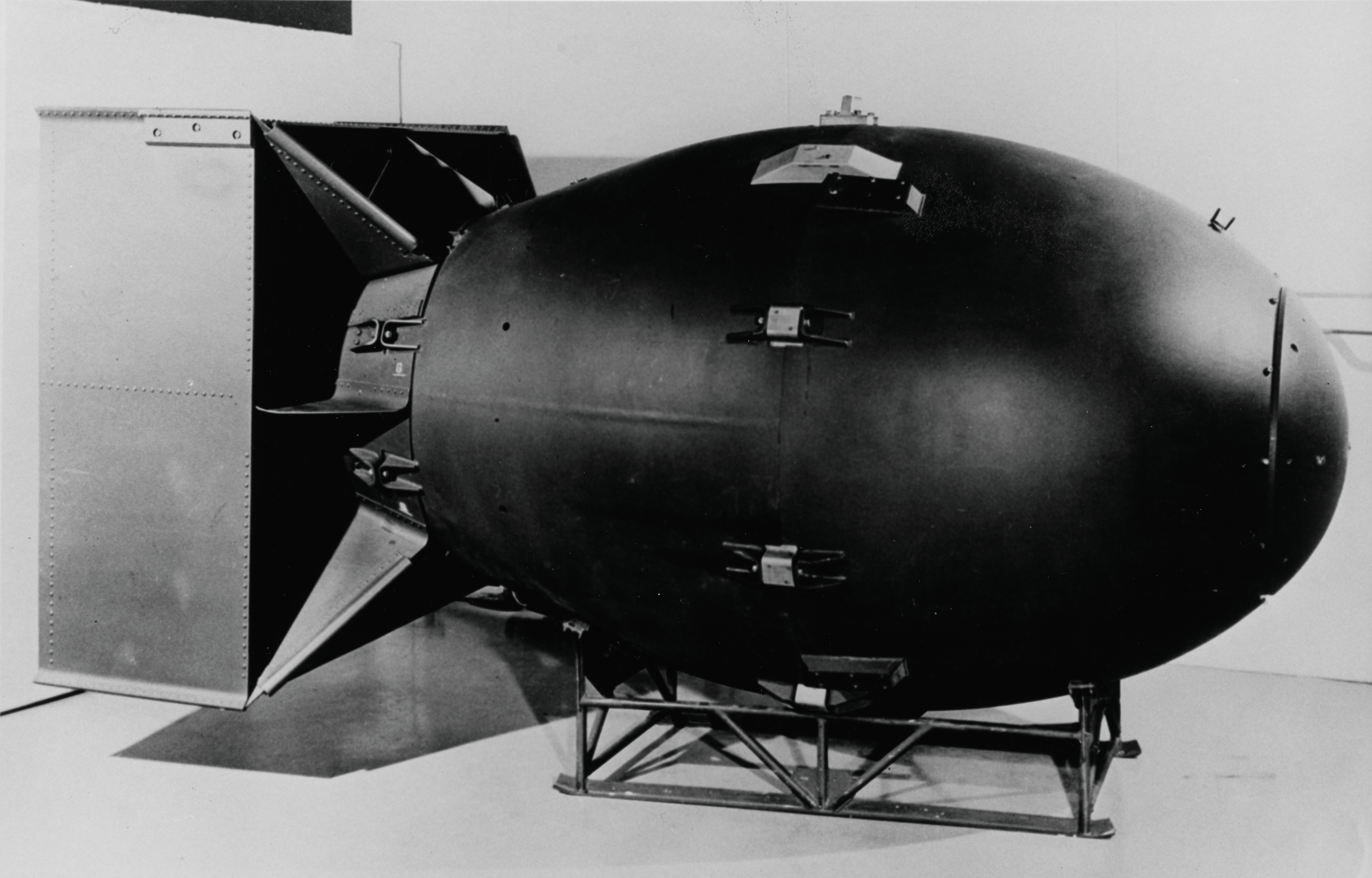
Una rèplica de la bomba Fat Man

El 9 d'agost de 1945, el major Sweeney va comandar Bockscar, que va portar la bomba atòmica Fat Man des de l'illa de Tinian fins a Nagasaki. A més de Bockscar, la missió incloïa dos B-29 de suport d'observació i instrumentació, The Great Artiste i The Big Stink, que es reunirien amb Bockscar sobre l'illa de Yakushima. A la sessió informativa prèvia a la missió, els tres avions van rebre l'ordre de fer la seva cita sobre Yakushima a 30.000 peus (9.100 m) a causa de les condicions meteorològiques sobre Iwo Jima (la cita de la missió d'Hiroshima). Aquell mateix matí, el dia de la missió, la tripulació de terra va notificar a Sweeney que una bomba de transferència de combustible defectuosa feia impossible utilitzar uns 2.370 litres de combustible a la cua, però Sweeney, com a comandant de l'avió, va escollir continuar amb la missió.
Abans de l'enlairament, Tibbets va advertir a Sweeney que havia perdut almenys 45 minuts de temps de vol a causa del problema de la bomba de combustible i que no trigava més de quinze minuts a la cita abans de procedir directament a l'objectiu principal.
Després de l'enlairament de Tinian, Bockscar va arribar al seu punt de trobada i després de donar voltes durant un llarg període, va trobar The Great Artiste, però no The Big Stink. Pujant a 30.000 peus, l'altitud de trobada assignada, ambdós avions van envoltar lentament l'illa de Yakushima. Tot i que Sweeney havia rebut l'ordre de no esperar a la cita per a l'altre avió més de quinze minuts abans de procedir a l'objectiu principal, Sweeney va continuar esperant The Big Stink, potser a instàncies del comandant Frederick Ashworth, l'armador de l'avió. Després de superar en mitja hora el límit de l'hora de cita original, Bockscar, acompanyat de The Great Artiste, va procedir a l'objectiu principal, Kokura. Es van fer no menys de tres bombes, però el retard a la cita havia donat lloc a una cobertura de núvols de 7/10 sobre l'objectiu principal, i el bombarder no va poder llançar. Quan es va produir la tercera passada, el foc antiaeri japonès s'acostava, i es va poder veure avions de caça japonesos pujant per interceptar Bockscar.
La mala visibilitat dels bombardejos i una escassetat de combustible cada cop més crítica van obligar a Bockscar a desviar-se de Kokura i atacar l'objectiu secundari, Nagasaki. Quan s'acostaven a Nagasaki, el cor del centre de la ciutat estava cobert per un núvol dens, i Sweeney i Ashworth, inicialment van decidir bombardejar Nagasaki amb un radar. No obstant això, una petita obertura als núvols va permetre al bombarder de Bockscar verificar l'objectiu com Nagasaki. Com que la tripulació havia rebut l'ordre de llançar la bomba visualment si era possible, Sweeney va decidir continuar amb un bombardeig visual. Aleshores, Bockscar va deixar caure Fat Man, amb un rendiment d'explosió equivalent a 21 quilotones de TNT. Va explotar 43 segons després a 1.539 peus (469 metres) sobre el terra, almenys 1,6 milles (2,5 quilòmetres) al nord-oest del punt d'objectiu previst. El fracàs de llançar Fat Man al punt precís de la bomba va provocar que l'explosió atòmica quedés confinada a la vall d'Urakami. Com a conseqüència, una part important de la ciutat estava protegida pels turons intermedis, i només el 60% de Nagasaki va ser destruït. El bombardeig també va tallar la producció d'armes de Mitsubishi i va matar entre 35.000 i 40.000 persones, entre 23.200 i 28.200 treballadors industrials japonesos, 2.000 treballadors esclaus coreans i 150 soldats japonesos.
Amb poc combustible, Bockscar amb prou feines va arribar a la pista d'Okinawa. Amb només combustible suficient per a un intent d'aterratge, Sweeney va portar Bockscar ràpidament i amb força, ordenant que totes les bengales de socors disponibles a bord fossin disparades mentre ho feia. El motor número dos va morir per falta de combustible quan Bockscar va començar la seva aproximació final. Tocant la pista amb força, el pesat B-29 va girar cap a l'esquerra i cap a una fila de bombarders B-24 aparcats abans que els pilots aconseguissin recuperar el control. Amb els dos pilots frenant, Sweeney va fer un gir de 90 graus al final de la pista per evitar passar pel penya-segat cap a l'oceà. El tinent Jacob Beser va recordar que en aquest punt, dos motors havien mort per l'esgotament del combustible, mentre que "la força centrífuga resultant del gir va ser gairebé suficient per fer-nos passar pel costat de l'avió".
Després que Bockscar tornés a Tinian, Tibbets va registrar que s'enfrontava al dilema de considerar "si s'hauria de prendre alguna acció contra el comandant de l'avió, Charles Sweeney, per falta de comandament.” Després de reunir-se a Guam amb Tibbets i Sweeney, el general Curtis LeMay, cap d'estat major de les Forces Aèries Estratègiques, es va enfrontar a Sweeney, dient: "Has fotut, oi, Chuck?", a la qual cosa Sweeney no va respondre. Aleshores, LeMay es va dirigir a Tibbets i li va dir que una investigació sobre la conducta de la missió de Sweeney no serviria per a res.
El novembre de 1945, Sweeney va tornar amb el 509è Grup Composite a la base aèria de l'exèrcit de Roswell a Nou Mèxic per entrenar tripulacions per a la missió de proves atòmiques, l'pperació Cruïlla.

### Activitats de postguerra

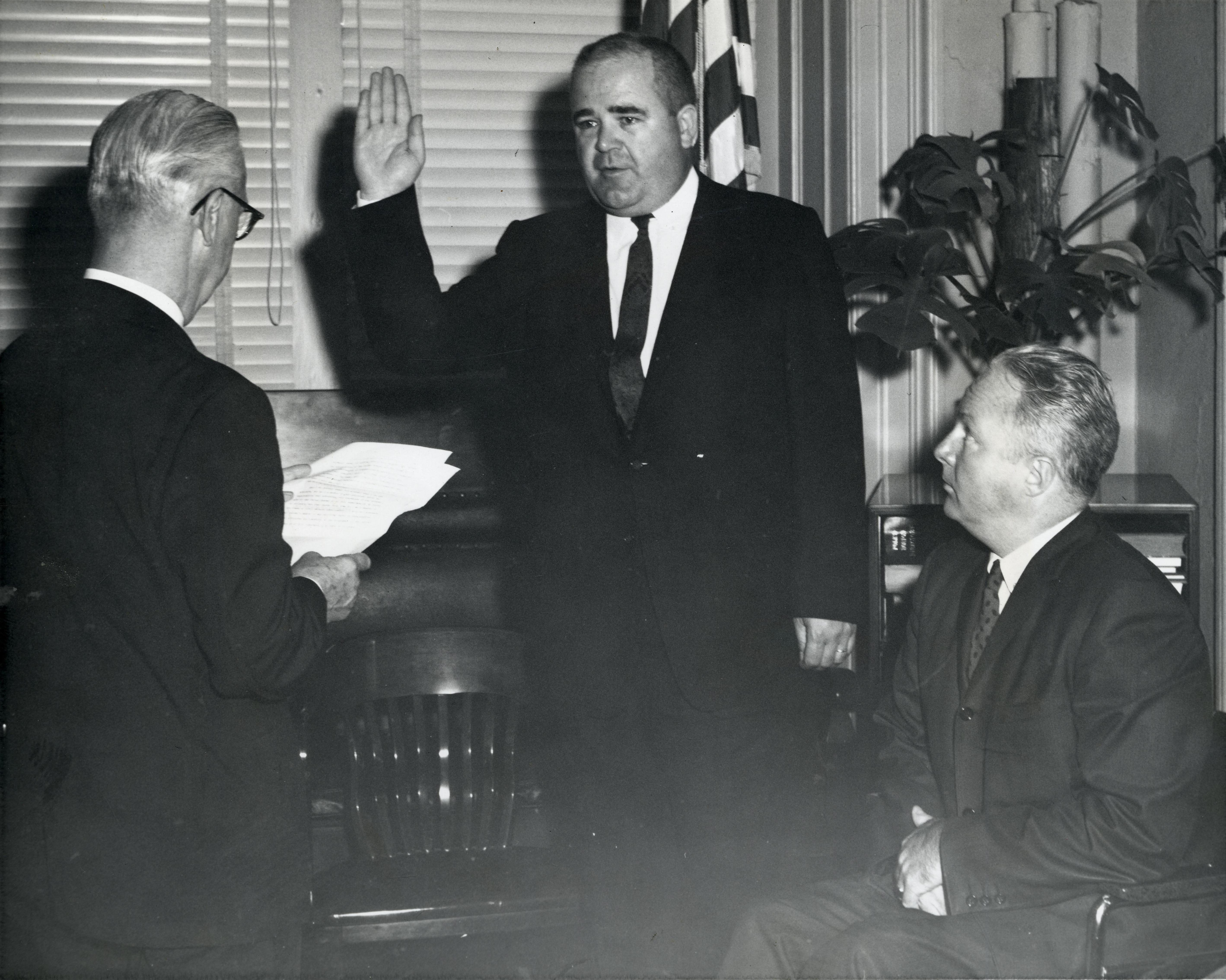
El secretari de l'Ajuntament de Boston, Walter J. Malloy, administra el jurament del càrrec perquè Sweeney actuï com a director de Defensa Civil de Boston mentre l'alcalde de Boston, John F. Collins, observa

Sweeney va deixar el servei actiu amb el grau de tinent coronel el 28 de juny de 1946, però va romandre actiu amb la Guàrdia Nacional Aèria de Massachusetts. Més tard promogut a coronel, el 21 de febrer de 1956, Sweeney va ser nomenat comandant de la seva 102a Ala de Defensa Aèria i poc després, el 6 d'abril, va ser ascendit a general de brigada. Durant aquest temps, va ser activat amb el 102 i va servir a Europa durant la crisi de Berlín d'octubre de 1961 a agost de 1962. Sweeney va ser nomenat cap d'estat major l'octubre de 1967.
A la dècada de 1960, Sweeney va coordinar la defensa civil a Boston, servint com a Director de Defensa Civil de Boston.
Es va retirar el 1976 com a major general a la Guàrdia Nacional Aèria. També va aparèixer a la sèrie de televisió de la dècada de 1970 The World at War i va ser vist explicant l'acumulació de l'USAAF a les incursions de la missió.
Al llarg de la seva vida, Sweeney es va mantenir convençut de la conveniència i la necessitat del bombardeig. "Vaig veure aquests bells joves que estaven sent massacrats per una força militar malvada i malvada", va dir el 1995. "No tinc cap dubte que el president Truman va prendre la decisió correcta". Al mateix temps, va dir: "Com a home que va comandar l'última missió atòmica, prego per mantenir aquesta distinció singular".

### Vida posterior

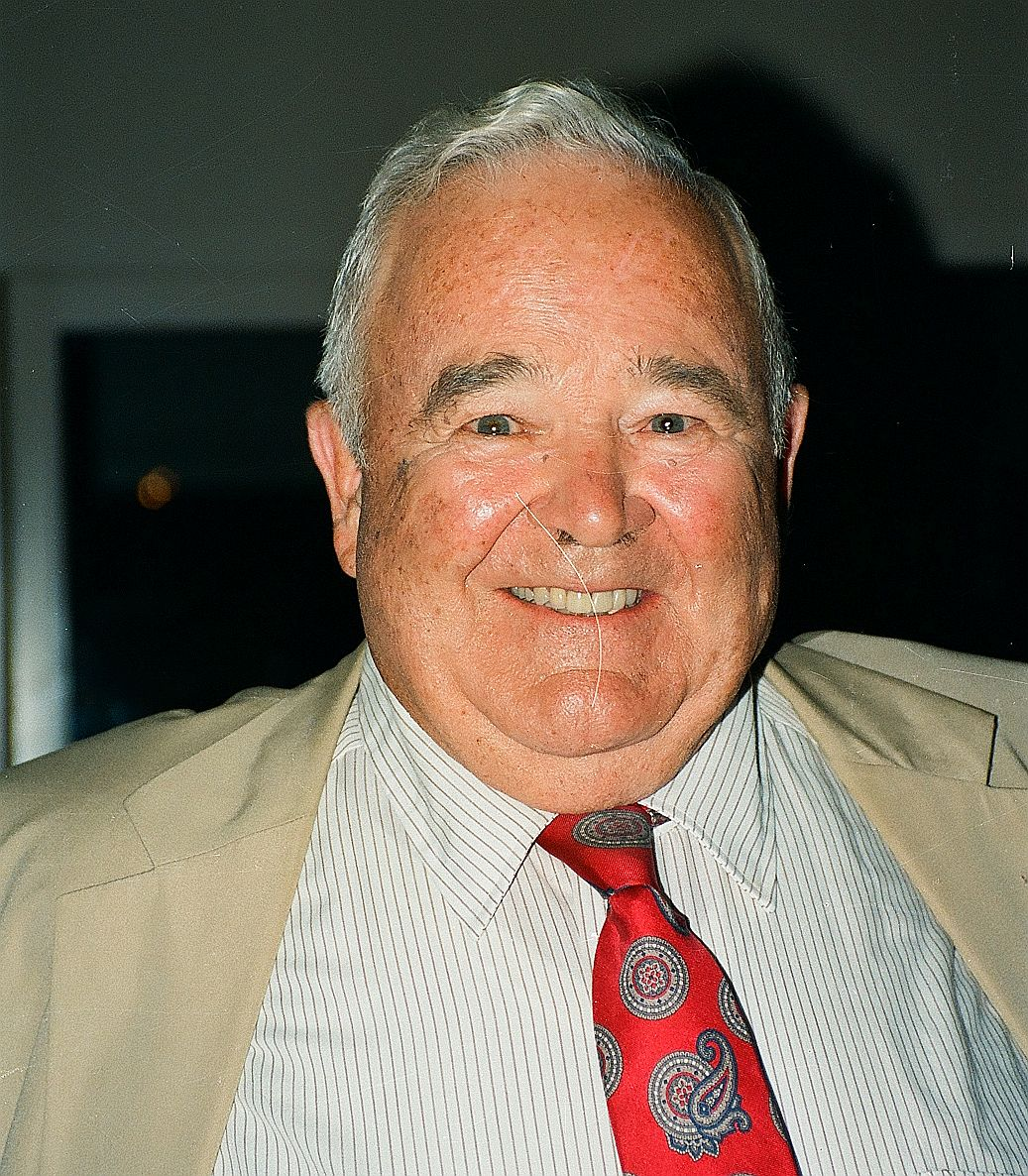
Sweeney el 1995

Cap al final de la seva vida, Sweeney va escriure unes memòries controvertides i discutides sobre el bombardeig atòmic i el 509è grup compost, "War's End: An Eyewitness Account of America's Atomic Mission". A War's End, Sweeney va defensar la decisió de llançar la bomba atòmica a la llum del qüestionament històric posterior. No obstant això, van ser les altres afirmacions de Sweeney sobre la missió atòmica de Nagasaki, juntament amb diverses anècdotes sobre el 509 i les seves tripulacions les que van generar més crítiques. Tibbets, el major "holandès" Van Kirk, el coronel Thomas Ferebee i altres van disputar enèrgicament el relat dels fets de Sweeney. En part en resposta a War's End, Tibbets va publicar una versió revisada de la seva pròpia autobiografia el 1998, afegint una nova secció sobre l'atac de Nagasaki en la qual va criticar durament les accions de Sweeney durant la missió.
En els seus darrers anys, Sweeney va actuar en diversos espectacles aeris fent moltes maniobres per admirar la multitud. Sweeney va morir als 84 anys el 16 de juliol de 2004 a l'Hospital General de Massachusetts de Boston
Un breu documental que inclou una gravació d'àudio de Sweeney que descriu la preparació i execució de la missió de Nagasaki anomenat "Nagasaki: La veu del comandant" es va fer el 2005. L'enregistrament d'àudio del 2002 va ser l'últim fet abans de la seva mort.

## Condecoracions
U.S. Air Force Command Pilot Badge
 Estrella de Plata
 Medalla de l'Aire
 Insígnia d'Unitat de la Força Aèria Destacada amb V de Combat
 Medalla del Servei de Defensa Americana
 Medalla de la Campanya Americana
 Medalla de la Campanya Asiàtica-Pacífica
 Medalla de la Victòria a la II Guerra Mundial
 Medalla de l'Exèrcit del Servei d'Ocupació
 Medalla del Servei a la Defensa Nacional
 Medalla Expedicionària de les Forces Armades
 Cinta de permanència en la Força Aèria
 Medalla de la Reserva de les Forces Armades amb distintiu Rellotge de Sorra
 Cinta dels experts de la Força Aèria en armes petites
 Medalla del Servei a la Guàrdia Nacional Aèria de Massachusetts